# Ареа Артиђанале дел Фагер (Белуно)
Ареа Артиђанале дел Фагер (итал. Area Artigianale del Fagher) је насеље у Италији у округу Белуно, региону Венето.
Према процени из 2011. у насељу је живело 80 становника. Насеље се налази на надморској висини од 234 м.